# Masato Kojima
Masato Kojima (japanisch 小島 幹敏 Kojima Masato; * 17. September 1996 in der Präfektur Saitama) ist ein japanischer Fußballspieler.

## Karriere
Kojima erlernte das Fußballspielen in der Jugendmannschaft von Omiya Ardija. Seinen ersten Vertrag unterschrieb er 2015 bei Omiya Ardija. Der Verein spielte in der zweithöchsten Liga des Landes, der J2 League. 2015 wurde er mit dem Verein Meister der J2 League und stieg in die J1 League auf. 2017 wurde er an den Zweitligisten Mito HollyHock ausgeliehen. Für den Verein absolvierte er 55 Ligaspiele. 2019 kehrte er zum Zweitligisten Omiya Ardija zurück. Am Ende der Saison 2023 musste er mit dem Verein als Tabellenvorletzter in die dritte Liga absteigen. Am Ende der Saison 2024 feierte er mit dem Verein die Drittligameisterschaft und den Aufstieg in die zweite Liga.

## Erfolge
Ōmiya Ardija
- Japanischer Drittligameister: 2024